# Santa Cruz de Moya
Santa Cruz de Moya – gmina w Hiszpanii, w prowincji Cuenca, w Kastylii-La Mancha, o powierzchni 110,75 km². W 2011 roku gmina liczyła 286 mieszkańców.